# Charlotte Orti von Havranek
Charlotte Orti von Havranek (geb. 1969 in Saarbrücken) ist eine deutsche Dramaturgin und Kuratorin. Seit der Spielzeit 2018/19 ist sie Kuratorin des Europäischen Festivals für junge Regie Fast Forward am Staatsschauspiel Dresden.

## Leben und Wirken
Orti von Havranek wuchs in Bayern und Hamburg auf. Sie studierte Germanistik, Philosophie und Kunstgeschichte an der Universität Hamburg. Neben ihrer Tätigkeit am Theater nahm sie Lehraufträge an der Hochschule für Bildende Künste Braunschweig wahr.
In den 1990er-Jahren begann sie ihre Theaterlaufbahn als Regieassistentin und Dramaturgin am Theater Vorpommern in Greifswald und Stralsund. Anschließend war sie als Gastdramaturgin am Staatstheater Kassel tätig.
Im Jahr 2001 wechselte sie als Tanzdramaturgin an das Staatstheater Braunschweig. Dort übernahm sie 2007 eine Position in der Schauspieldramaturgie. Ab 2010 arbeitete sie unter Intendant Joachim Klement und leitete in der Spielzeit 2016/17 die Schauspieldramaturgie.
Ab 2011 koordinierte sie das von Barbara Engelhardt begründete und kuratierte Europäische Festival für junge Regie Fast Forward in Braunschweig und war für das Rahmenprogramm verantwortlich. Mit Beginn der Spielzeit 2018/19 übernahm sie die künstlerische Leitung des Festivals und trat damit die Nachfolge Engelhardts an.
Das Festival, das seitdem am Staatsschauspiel Dresden stattfindet, fördert junge Regisseurinnen und Regisseure aus verschiedenen Ländern. Unter der Leitung von Charlotte Orti von Havranek wurden Produktionen aus Estland, Portugal, Serbien, Italien, Belgien und Frankreich gezeigt.